# Pistolet Zamorana
Le Zamorana est un pistolet semi-automatique vénézuélien fabriqué par CAVIM (Compañía Anónima Venezolana de Industrias Militares-Compagnie Anonyme Vénézuélienne d'Industries Militaires), qui est basé sur le pistolet tchèque CZ G-2000 de Arms Moravia. L'arme est nommée en honneur à Ezequiel Zamora, leader paysan de la Guerre fédérale vénézuélienne et figure marquante dans la philosophie personnelle du président Hugo Chávez. Toutes ses pièces sont fabriquées par CAVIM, à l'exception du chargeur, qui est fabriqué par deux autres entreprises privées vénézuéliennes.

## Conception
Les matériaux employés sont principalement les polymères et les alliages d'acier. Cette arme à feu fonctionne avec un mécanisme à double action, afin de satisfaire les besoins des policiers. L'arme se compose de 50 pièces, il est facile de la monter et démonter, notamment en conditions extrêmes. Il est facile d'entretien et sa légèreté permet de le porter quotidiennement. Il a une hauteur de 188 mm et une épaisseur de 28 mm.
En ce qui concerne la visée, le Zamorana possède une hausse fixe avec alignement gradué et un guidon phosphorescent pour les tirs nocturnes. Pour la sécurité, l'arme possède un mécanisme de sécurité composé d'un levier qui permet de désarmer le marteau avec munition dans la chambre sans risque.
La qualité des métaux utilisés pose problème car l'arme n'utilise pas un type d'acier unique, mais plusieurs.
Il existe un accessoire qui consiste en une armature avec culasse intégrée qui peut se combiner au pistolet afin de donner une arme d'épaule,.

## Avantages
- Ce pistolet est considéré comme une arme fiable et de grande précision.
- Il a une portée de 50 mètres avec un grand chargeur[3].
- Facile à manipuler, porter et démonter en des conditions extrêmes.
- Possède un mécanisme de sécurité composé d'un levier qui permet de désarmer le marteau avec munition dans la chambre sans risque.